# Peace, Love, Death Metal
Peace Love Death Metal är garagerockbandet Eagles of Death Metals debutalbum och gavs ut den 23 mars 2004.

## Låtlista
Samtliga låtar skrivna av Jesse Hughes, om annat inte anges.
1. "I Only Want You" - 2:49
2. "Speaking in Tongues" - 2:50
3. "So Easy" - 4:00
4. "Flames Go Higher" - 2:54
5. "Bad Dream Mama" - 3:03
6. "English Girl" - 2:38
7. "Stacks o' Money" - 2:49
8. "Midnight Creeper" - 1:58
9. "Stuck in the Metal" (Joe Egan/Gerry Rafferty) - 3:18 (Stealers Wheel-cover)
10. "Already Died" - 3:00
11. "Kiss the Devil" - 2:52
12. "Whorehoppin' (Shit, Goddamn)" - 3:34
13. "San Berdoo Sunburn" - 3:42
14. "Wastin' My Time" - 2:43
15. "Miss Alissa" - 2:38